# 岩田孝
岩田 孝（いわた たかし、Iwata Takashi, 1944年 - ）は、日本のインド哲学・仏教学者。早稲田大学名誉教授。早稲田大学仏教青年会第9代会長。

## 略歴
1944年東京生まれ。早稲田大学高等学院出身。早稲田大学理工学部・研究科（物理学）で理学修士号を取得後、同大学文学部東洋哲学科に入学。文学研究科（東洋哲学）に進学後、原始仏教・大乗仏教研究の碩学平川彰教授の指導を受ける。博士課程の後半に平川教授の紹介により、ドイツへ留学。そこでディーター・シュリングロフ教授（de:Dieter Schlingloff）の紹介を受け、当時新進気鋭の仏教研究者であったハンブルク大学のランベルト・シュミットハウゼン教授に師事し、後期大乗仏教の認識論を研究、哲学博士号（インド哲学・仏教学）を取得する。1970年代後半以降は、仏教論理学研究の大家であるウィーン大学のエルンスト・シュタインケルナー教授（de:Ernst Steinkellner）の指導の下、法称の論理学的思想を研究する。近年は、5世紀以降のインド大乗仏教における論理・認識論学派の思想史的展開、特に法称（Dharmakīrti）とその流れを汲む法上（Dharmottara）の論理学的思想の解明に取り組んでいる。2024年、瑞宝小綬章受章。

## 著書
- Sahopalambhaniyama -- Struktur und Entwicklung des Schlusses von der Tatsache, daß Erkenntnis und Gegenstand ausschließlich zusammen wahrgenommen werden, auf deren Nichtverschiedenheit, Teil I und Teil II (Dissertation). Franz Steiner Verlag Stuttgart, 1991.
- Prasaṅga und Prasaṅgaviparyaya bei Dharmakīrti und seinen Kommentatoren. Arbeitskreis für Tibetische und Buddhistische Studien Universität Wien, 1993.

## 共著
- Dharmottara’s Pramāṇaviniścayaṭīkā Chapter 3. Diplomatic Edition. In collaboration with Takashi Iwata and Toshikazu Watanabe. Ed. Pascale Hugon. Sanskrit Texts from the Tibetan Autonomous Region 21. Beijing: China Tibetology Publishing House; Vienna: Austrian Academy of Sciences Press, 2021.
- 『『ニヤーヤビンドゥ』における認識論・論理学の体系』山喜房, 2022. 三代舞・藤本庸裕・児玉瑛子・道元大成・須藤龍真・野武美弥子との共著.

## 論文
- 「Pratyakṣa の場の構造による解明（1）」『フィロソフィア』61 (1973): 23–41.
- 「Pratyakṣa の場の構造による解明〔二〕——Pratyaksa に於ける瞬間性——」『印度佛教學研究』22-2 (1974): (94)–(100).
- 「Pratyakṣa の場の構造による解明〔三〕——法称の Pratyakṣa に於ける同位性——」『印度學佛教學研究』23-2 (1975): (105)–(109).
- 「Śākyamati の知識論」『フィロソフィア』69 (1981): 143–164.
- 「Devendrabuddhi の知識論」『仏教学』13 (1982): 1–36.
- "Bemerkung zur sahopalambhaniyama-Schlussfolgerung Dharmakīrtis und seiner Kommentatoren."『印度學佛教學研究』30-1 (1981): (15)–(22).
- "Ein Aspekt des Sākāravijñānavāda bei Prajñākaragupta (PVBh)."『印度學佛教學研究』31-1 (1982): (17)–(20).
- 「Prajñākaragupta（PVBh）に於ける有形相知識説に関する一考察」Saṃbhāṣā 5 (1983): 39–67.
- 「仏教論理学派の現量除分別性の証明における時間要素」『日本仏教学会年報』49 (1983): 91–113.
- "One Interpretation of the Saṃvedana-Inference of Dharmakīrti."『印度學佛教學研究』33-1 (1984): (19)–(22).
- 「同時認識について」『東洋の思想と宗敎』1 (1984): 1-25.
- 「法称の Saṃvedana による有形相説論証とその展開」『仏教思想の諸問題——平川彰博士古稀記念論集——』春秋社, 1985.
- 「Prajñākaragupta によるヨーガ行者の知の無錯乱性証明の一視点」『印度學佛教學研究』35-1 (1986): (142)–(145).
- 「直接知覚（現量）における空間要素について」『フィロソフィア』74 (1986): 65–90.
- 「ヨーガ行者の知の整合性について——法称説を中心にして——」 峰島旭雄編『比較思想の世界』北樹出版, 1987, 179–206.
- 「法稱の自性證因（svabhāvahetu）説覺え書き」『東洋の思想と宗敎』5 (1988): 1–32.
- 「自性証因と所作証因への還元化について——Pramāṇaviniścaya 第三章を中心にして——」『印度學佛教學研究』37-2 (1989): (175)–(182).
- 「『知識論決擇』（Pramāṇaviniścaya）第三章（他者の爲の推論章）和譯研究 ad vv.64–67（上）」『東洋の思想と宗敎』6 (1989): 1–33.
- 「言語と論理」長尾雅人他編『岩波講座・東洋思想 第10巻　インド仏教 2』岩波書店, 1989.
- 「『知識論決擇』（Pramāṇaviniścaya）第三章（他者の爲の推論章）和譯研究 ad vv.64–67（下）」『東洋の思想と宗敎』7 (1990)] 1–38.
- 「インド仏教における自然」『ボナヴェントゥラ紀要』7, 1991.
- "On the Classification of Three Kinds of Reason in Pramāṇaviniścaya III — Reduction of Reasons to svabhāvahetu and kāryahetu." In Studies in the Buddhist Epistemological Tradition, Proceedings of the Second International Dharmakīrti Conference, ed. Ernst Steinkellner, 85–96. Vienna, 1991.
- "Pramāṇaviniścaya III (64-67)——Die Reduzierung richitiger Gründe auf den svabhāva- und kāryahetu." Wiener Zeitschrift für die Kunde Südasiens und Archiv für Indische Philosophie 37 (1993): 165–200.
- 「『知識論決択』（Pramāṇaviniścaya）第三章（他者の為の推論章）和訳研究 ad v. 1——他者の為の推論の定義のsvadṛṣṭa について（1）——」『東洋の思想と宗教』10 (1993): (21)–(48).
- 「Prajñākaragupta によるprasaṅgaviparyaya の解釈」『印度學佛教學研究』42-1 (1993): (106)–(112).
- 「普遍を廻る論難——インド仏教のバラモン学派説批判——」小山宙丸・宮野升宏編『比較思想の現在』（講座比較思想：転換期の人間と思想 ; 第1巻）北樹出版, 1993.
- 「インド仏教における心・意・識について」『東洋医学の人間科学 Ⅲ』早稲田大学人間科学部, 1994.
- 「『知識論決択』（Pramāṇaviniścaya）第三章（他者の為の推論章）和訳研究 ad v. 2——他者の為の推論の定義のsvadṛṣṭa について（2）——」『東洋の思想と宗教』11 (1994): (1)–(25).
- 「初期仏教論理学の研究動向管見」『仏教学』36 (1994): (19)–(54).
- "Pramāṇaviniścaya III (1) (Die Definition des parārthānumāna)." Wiener Zeitschrift für die Kunde Südasiens und Archiv für Indische Philosophie 39 (1995): 151–179.
- 「『知識論決擇』（Pramāṇaviniścaya）第三章（他者の爲の推論章）和譯研究 ad v.2——他者の爲の推論の定義の svadṛṣṭa について（3）——歸謬(prasaṅga)論證の妥當性——」『東洋の思想と宗敎』13: 1–23.
- 「Pramāṇaviniścaya の註釈における帰謬還元法（prasaṅgaviparyaya）の解釈——Bu ston による解釈を中心にして——」『インド思想と仏教文化——今西順吉教授還暦記念論集——』春秋社, 1996, 393–417.
- "On prasaṅgaviparyaya in Dharmakīrti's Tradition——Prajñākaragupta and gTsaṅ nag pa." In Proceedings of the 7th Seminar of the International Association of Tibetan Studies, Graz 1995, vol. 1,  427–436. Vienna, 1997.
- 「『知識論決擇』（Pramāṇaviniścaya）第三章（他者の爲の推論章）和譯研究 ad v.2——他者の爲の推論の定義の svadẹṣṭa について（4）——歸謬（prasaṅga）論證の妥當性の傍證——」『東洋の思想と宗敎』14 (1997): 1–17.
- "Pramāṇaviniścaya III (2)," Wiener Zeitschrift für die Kunde Südasiens und Archiv für Indische Philosophie 41 (1997): 207–231.
- 「『定説集成』（Sthitisamuccaya）和訳研究——無形相知識論瑜伽行派の定説（1）——」『早稲田大学大学院文学研究科紀要 第1分冊 哲学東洋哲学心理学社会学教育学』43 (1997): 3–14.
- "Pramāṇaviniścaya III (3), Die Bedeutung der Wörter artha und prakāśana in der Definition des parārthānumāna." Wiener Zeitschrift für die Kunde Südasiens und Archiv für Indische Philosophie 43 (1999): 213–230.
- "On the Interpretation of the Subject (dharmin) of the Inference Negating Invariable Entities in Dharmakīrtian Logic." In Dharmakīrti's Thought and Its Impact on Indian and Tibetan Philosophy, Proceedings of the Third International Dharmakīrti Conference Hiroshima, November 4-6, 1997, 155–172. Vienna, 1999.
- 「『定説集成』（Sthitisamuccaya）和訳研究——無形相知識論瑜伽行派の定説（2）——」『早稲田大学大学院文学研究科紀要 第1分冊 哲学東洋哲学心理学社会学教育学』45 (1999): 13–26.
- 「『知識論決択』（Pramāṇaviniścaya）第三章（他者の為の推論章）和訳研究ad v. 3——他者の為の推論の定義のartha について（5）——」『東洋の思想と宗教』17 (2000): (1)–(17).
- 「世尊は如何にして公準（pramāṇa）となったのか」『駒澤短期大学仏教論集』6 (2000): 1–38.
- 「『知識論決択』（Pramāṇaviniścaya）第三章（他者の為の推論章）和訳研究ad vv. 4–5——他者の為の推論の定義のprakāśana について（6）——」『インドの文化と論理——戸崎宏正博士古稀記念論文集——』九州大学出版会, 2000.
- 「倶舎宗」大久保良峻編『新・八宗綱要』法蔵館, 2001, 269–317.
- 「世尊の量性の証明の一解釈——プラジュニャーカラグプタの解釈の視点から——」『印度哲学仏教学』16 (2001): 310–280.
- 「仏教論理学派による世尊の量性の証明における悲愍」『東方学』104 (2002): 140–125.
- "The Pramāṇaviniścaya on the Purpose of the Division of Reasons into Nine Types in the Hetucakra." Wiener Zeitschrift für die Kunde Südasiens und Archiv für Indische Philosophie 46 (2002).
- "An Interpretation of Dharmakīrti's svabhāvahetu." Journal of Indian Philosophy 31 (2003): 61–87.
- 「九句因解釈に見られる法称の不定論証因説」『インド哲学佛教思想論集——神子上恵生教授頌寿記念論集——』永田文昌堂, 2003, 283–321.
- "The negative Concomitance (vyatireka) in the Case of Inconclusive (anaikāntika) Reasons." In The Role of the Example (dṛṣṭānta) in Classical Indian Logic, 91–134. Wien: Arbeitskreis für Tibetische und Buddhistische Studien Universität Wien, 2004.
- "Prajñākaragupta's Proof of the Buddha's Authority." In Three Mountains and Seven Rivers, Prof. Musashi Tachikawa's Felicitation Volume, 355–374. Delhi: Motilal, 2004.
- "On the Concept of Necessity in Buddhist Texts——From the Perspectives of the Yogācāras and the Buddhist Logical Tradition." Horin 11 (2004): 57–81.
- 「法称の主張命題の定義についての覚書」『アジア文化の思想と儀礼——福井文雅博士古希記念論集——』春秋社, 2005.
- 「プラジュニャーカラグプタの悲愍修習論（1）」『早稲田大学大学院文学研究科紀要』52-1 (2007): 45–57.
- 「デーヴェーンドラブッディによる悲愍増長の論証（上）」『日本仏教学会年報』72 (2007): 39–50.
- " An Analysis of Examples for the Interpretation of the Word iṣṭa in Dharmakīrti's Definition of the Thesis." In Pramāṇakīrtiḥ: Papers dedicated to Ernst Steinkellner on the occasion of the 70th birthday, vol. 1, 315–344. Wien: Arbeitskreis für tibetische und buddhistische Studien, Universität Wien, 2007.
- "Dharmakirti's Interpretation of the Word iṣṭa in the Definition of the Thesis." In Indica et Tibetica Festschrift für Michael Hahn zum 65. Geburtstag von Freunden und Schülern überreicht, 275–288, 2007.
- 「諸行無常について」『四天王寺国際仏教大学紀要』45 (2008): 1–27.
- 「他者の爲の推論（parārthānumāna）における世間承認（prasiddhi）——法稱の見解とダルモーッタラの解釋——」『東洋の思想と宗敎』26 (2009): (1)–(33).
- 「矛盾對立する命題の否定は如何に可能か——聖言や論書などに基づいた否定の論理——」『東洋の思想と宗敎』27 (2010): (1)–(45).
- 「『定説集成』（Sthitisamasa） 和訳研究 無形相知識論瑜伽行派の定説 (3) ——知識における形相の存在の否定——」『早稲田大学大学院文学研究科紀要 第1分冊 哲学東洋哲学心理学社会学教育学』56 (2011): 5–17:
- "Compassion in Buddhist Logic, Dharmakīrti's View of Compassion as Interpreted by Prajñākaragupta." In Religion and Logic in Buddhist Philosophical Analysis——Proceedings of the Fourth International Dharmakīrti Conference Vienna, August 23–27, 2005, eds. Helmut Krasser, et al. 211–230. Wien:  Arbeitskreis für tibetische und buddhistische Studien, Universität Wien, 2011.
- 「論理学——法称の論理学」桂紹隆他編『シリーズ大乗仏教　第9巻　認識論と論理学』春秋社, 2012, 121–153.
- 「『定説集成』（Sthitisamasa）和譯研究 無形相知識論瑜伽行派の定説（4）——無形相知識論瑜伽行派の唯識説と實踐——」『東洋の思想と宗敎』30 (2013): 1–33.
- 「サハジャヴァジュラの波羅蜜理趣での修習論——『真実十偈釈』（Tattvadaśakaṭīkā）和訳研究（ad Tattvadaśaka 5d-6）——」『法華仏教と関係諸文化の研究——伊藤瑞叡博士古稀記念論文集——』山喜房佛書林, 2013, 767–781.
- 「『定説集成』（Sthitisamāsa）和訳研究　無形相知識論瑜伽行派の定説（5）」『東洋の思想と宗教』31 (2014): 22–51.
- 「世間上承認された命題による対立命題の否定の可能性」『奥田聖應先生頌寿記念インド学仏教学論集』佼成出版社, 2014, 707–724.
- 「仏教認識論的思惟方法との出会い——正しい認識（samyagjñāna）の妥当性に関するダルモーッタラの解釈——（早大文学部「インド思想史」・最終講義）」『東洋の思想と宗敎』32 (2015): (39)–(63).
- 「ダルモーッタラの saṃvedana 論証解釈」『智慧のともしび　アビダルマ佛教の展開　インド・東南アジア・チベット篇——三友健容博士古希記念論集——』山喜房佛書林, 2016, 677–705.
- 「認證（saṃvedana）による對象と知識の非別性論證再考」『東方学』131 (2016): 148–124.
- 「岩田孝『法称とその注釈者達における帰謬法と帰謬還元法』和訳(1)」『久遠：研究論文集』7 (2017): 1–30. Prasaṅga und Prasaṅgaviparyaya bei Dharmakīrti und seinen Kommentatoren（1993）の pp. 5–35 の藤本庸裕による日本語訳。
- 「法称とその注釈者達による sahopalambhaniyama 論証管見」『論叢アジアの文化と思想』26 (2017): 42–58. "Bemerkung zur sahopalambhaniyama—Schlußfolgerung Dharmakīrtis und seiner Kommentatoren"（1981）の藤本庸裕による日本語訳。
- 「岩田孝『法称とその注釈者達における帰謬法と帰謬還元法』和訳（2）」『久遠：研究論文集』8 (2018): 40–66. Prasaṅga und Prasaṅgaviparyaya bei Dharmakīrti und seinen Kommentatoren（1993）の pp. 36-62 の藤本庸裕・三代舞による日本語訳。
- 「プラジュニャーカラグプタ（PVBh）における有形相知識論の一側面」『論叢アジアの文化と思想』27 (2019): 22–30. "Ein Aspekt des Sākāravijñānavāda bei Prajñākaragupta (PVBh)"（1982）の藤本庸裕による日本語訳。
- 「岩田孝『法称とその注釈者達における帰謬法と帰謬還元法』和訳（3）」『久遠：研究論文集』9 (2019): 1–28. Prasaṅga und Prasaṅgaviparyaya bei Dharmakīrti und seinen Kommentatoren（1993）の pp. 63–89 の藤本庸裕・三代舞による日本語訳。
- 「法称の論理学の伝統における帰謬還元法について——プラジュニャーカラグプタとツァンナクパ」『多元文化』11 (2022): 19–37. "On prasaṅgaviparyaya in Dharmakīrti's Tradition——Prajñākaragupta and gTsaṅ nag pa"（1997）の藤本庸裕による日本語訳。
- 「法称の認識根拠説における主張命題の構成の意味」『法華文化研究』50 (2024): 1–29.
- 「仏教文献における必然性の概念について——瑜伽行派と仏教論理学派の観点から——」『インド学チベット学研究』28 (2024): 189–214. "On the Concept of Necessity in Buddhist Texts——From the Perspectives of the Yogācāras and the Buddhist Logical Tradition"（2004）の日本語訳。

### 学会動向・小論
- 「第二回国際ダルマキールティ会議」『東洋の思想と宗教』7 (1990): 52–58.
- 「ドイツ・オーストリアの仏教学研究瞥見」『東洋の思想と宗教』9 (1992): 11–20.
- 「初期仏教論理学の研究動向管見」『仏教学』36 (1994): 19–54.
- 「国際チベット学会第七回セミナー」『東方学』91 (1996): 143–150.
- 「第三回国際ダルマキールティ会議」『東洋の思想と宗教』15 (1998): 1–11.
- 「古典インドにおける倫理学（第36 回国際アジア・北アフリカ研究会議ICANAS 2000）」『東方学会報』79 (2000): 27–31.
- 「ウィーン大学仏教学研究」『東方学』109 (2005): 126–138.
- 「仏教認識論的思惟方法との出会い」（岩田孝教授最終講義）『久遠』平成26年度号（本誌通巻第47号）, 早稲田大学仏教青年会, 2015.　2015年1月30日に行われた最終講義を書き起こしたもの。

### 辞書・事典
- 日本佛教学会（編）『仏教事典』（丸善出版, 2021）の「仏教認識論」（pp. 278–281）、「仏教論理学」（pp. 282–285）.
- Encyclopedia of Indian Philosophies Volume 21. Buddhist Philosophy from 600 to 750 A.D. (Ed. Karl H. Potter. Motilal Banarsidass, 2017)の10.2.3 "Parārthānumāna" を担当。

### 翻訳
- Lambert Schmithausen「仏教と自然倫理―――若干の所見（1）」『東洋の思想と宗教』18 号（岩田孝・瀧川郁久共訳）, 2001.
- Lambert Schmithausen「仏教と自然倫理―――若干の所見（2）」『東洋の思想と宗教』19 号（岩田孝・野武美弥子共訳）, 2002.

### 科学研究費報告書
- 岩田孝『仏教論理学における推論の構造 : 他者の為の推論の定義について』（レポート）1997年、1-128頁。「研究課題番号07610019 平成7-8年度科学研究費補助金(基盤研究(C)(2))研究成果報告書 研究者岩田孝(早稲田大学文学部教授)」
- 「法称の推論説とその展開」（1998-2002年度科学研究費補助金　特定領域研究（Ａ）118「古典学の再構築」研究成果報告Ⅲ　Ａ02「本文批評と解釈」班研究報告Ⅲ、第Ⅱ部：各論）2003, PP. 181-193.
- 「仏教における主張命題の意義 : 梵文写本『知識論決択』の解読に基づいて」平成17年度～平成19年度科学研究費補助金（基盤研究（C））研究成果報告書, 2008.

## 参考
- 『東洋の思想と宗教』32 (2015): (64)–(74).